# Sumit Nagal
Sumit Nagal (født 16. august 1997 i Jaitpur, Indien) er en professionel tennisspiller fra Indien.